# علف‌خوار
در جانورشناسی، علف‌خوار (به انگلیسی: Graminivore) (که واژۀ فارسی آن نباید با گیاه‌خوار و واژۀ انگلیسی آن نباید با Granivore اشتباه شود)، جانوری گیاه‌خوار است که عمدتاً از علف تغذیه می‌کند (مخصوصاً علف‌های «واقعی»، گیاهانی از خانواده گندمیان). این کلمه از واژهٔ لاتین graminis به معنای «علف» و vorare به معنای «خوردن» گرفته شده‌است. Graminivory نوعی چرا است. این جانوران گیاه‌خوار دارای سیستم گوارشی هستند که برای هضم میزان زیادی سلولز سازگار است که در مواد گیاهی فیبری فراوان است و برای بسیاری از جانوران دیگر تجزیه آن دشوارتر است. بدین ترتیب، آنها دارای آنزیم‌های تخصصی برای کمک به هضم و در برخی موارد باکتری‌های همزیست هستند که در مسیر گوارشی آنها زندگی می‌کنند و از طریق تخمیر به فرایند هضم کمک می‌کنند، زیرا ماده در روده‌ها جابجا می‌شود. 

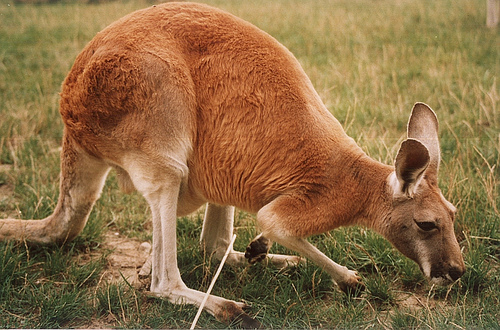
کانگوروی قرمز در حال خوردن علف
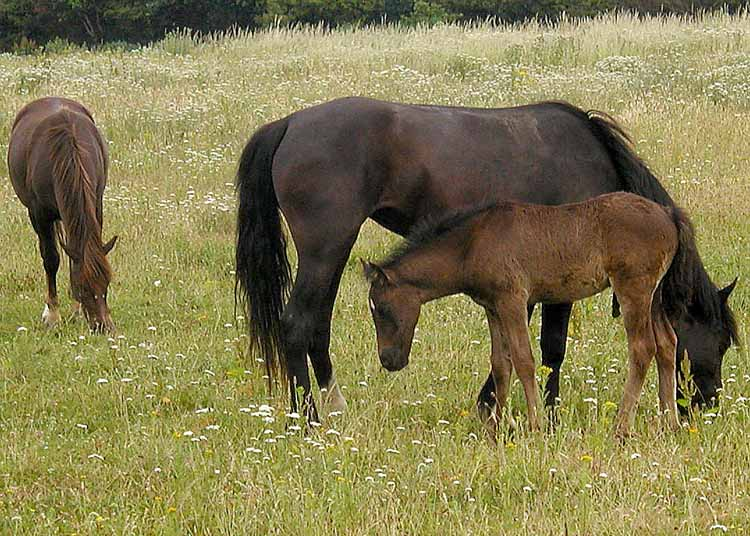
اسب‌ها هم علف می‌خورند
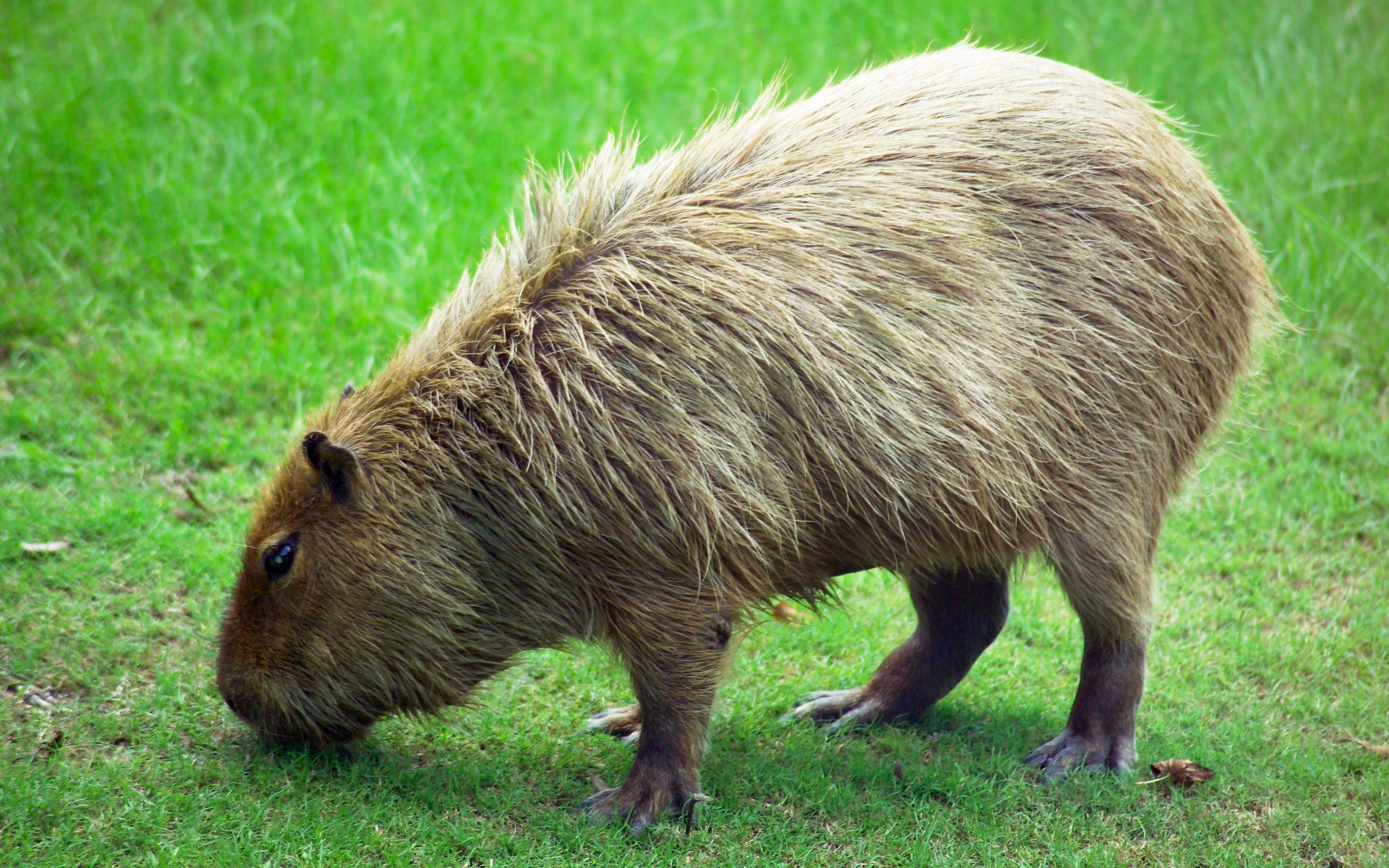
کاپیبارا که در باغ وحش هاتسبورگ چرا می‌کند